# Тихомир Огнянов
Тихомир Огнянов (серб. Тихомир Огњанов, 2 березня 1927, Суботиця — 2 липня 2006, там само) — югославський футболіст, що грав на позиції півзахисника, зокрема, за клуби «Црвена Звезда» та «Спартак» (Суботиця), а також національну збірну Югославії.
Дворазовий чемпіон Югославії. Дворазовий володар кубка Югославії. 

## Клубна кар'єра
У футболі дебютував 1946 року виступами за команду «Спартак» (Суботиця), в якій провів один сезон. 
Згодом з 1947 по 1949 рік грав у складі клубів «Партизан» та «Спартак» (Суботиця).
Своєю грою за останню команду привернув увагу представників тренерського штабу клубу «Црвена Звезда», до складу якого приєднався 1949 року. Відіграв за белградську команду наступні чотири сезони своєї ігрової кар'єри. За цей час двічі виборював титул чемпіона Югославії і двічі ставав володарем кубка.
1953 року повернувся до клубу «Спартак» (Суботиця), за який відіграв 8 сезонів. У складі суботицького «Спартака» був одним з головних бомбардирів команди, маючи середню результативність на рівні 0,65 голу за гру першості. Завершив професійну кар'єру футболіста виступами за команду «Спартак» (Суботиця) у 1961 році.

## Виступи за збірну
1950 року дебютував в офіційних матчах у складі національної збірної Югославії. Протягом кар'єри у національній команді провів у її формі 28 матчів, забивши 7 голів.
У складі збірної був учасником футбольного турніру на Олімпійських іграх 1952 року у Гельсінкі, де разом з командою здобув «срібло».
У складі збірної був учасником чемпіонату світу 1950 року у Бразилія, де зіграв зі Швейцарією (3-0), забивши один з голів. 
Був присутній в заявці збірної на чемпіонаті світу 1954 року у Швейцарії, але на поле не виходив.
Помер 2 липня 2006 року на 80-му році життя у місті Суботиця.

## Титули і досягнення
- Чемпіон Югославії (2):

«Црвена Звезда»: 1951, 1952-1953
- Володар кубка Югославії (2):

«Црвена Звезда»: 1949, 1950
- Срібний олімпійський призер: 1952
- Найкращий бомбардир чемпіонату Югославії: 1956 (21 гол)